# Gerstaeckerella gigantea
Gerstaeckerella gigantea är en insektsart som beskrevs av Günther Enderlein 1910. Gerstaeckerella gigantea ingår i släktet Gerstaeckerella och familjen fångsländor. Inga underarter finns listade i Catalogue of Life.